# Lista okrętów podwodnych typu XXI
Lista okrętów podwodnych typu XXI – zestawienie zamówionych przez Kriegsmarine niemieckich U-Bootów typu XXI. Kilka okrętów których montażu nie rozpoczęto w stoczni końcowej, zostało w częściach wywiezionych i zmontowanych w Związku Radzieckim. Zestawienie obejmuje wyłącznie okręty podwodne na które złożono formalne zamówienie.
| Nazwa  | Stocznia     | Początek produkcji   | Wodowanie            | Wejście do służby    | Uwagi |
| ------ | ------------ | -------------------- | -------------------- | -------------------- | --- |
| U-2501 | Blohm & Voss | 3 kwietnia 1944      | 5 maja 1944          | 27 czerwca 1944      | Zniszczony 3 maja 1945 w schronie okrętów podwodnych Elbe II w Hamburgu |
| U-2502 | Blohm & Voss | 25 kwietnia 1944     | 15 czerwca 1944      | 19 lipca 1944        | Zatopiony 1 stycznia 1946 w Operacji Deadlight |
| U-2503 | Blohm & Voss | 5 maja 1944          | 29 czerwca 1944      | 1 sierpnia 1944      | Uszkodzony 3 maja 1945 przez atak powietrzny, zatopiony następnie 4 maja 1945 w pobliżu duńskiej wyspy Fyn |
| U-2504 | Blohm & Voss | 20 maja 1944         | 18 lipca 1944        | 12 sierpnia 1944     | Zniszczony 3 maja 1945 w Hamburgu. Wrak złomowany. |
| U-2505 | Blohm & Voss | 23 maja 1944         | 27 lipca 1944        | 7 listopada 1944     | Zniszczony 3 maja 1945 w schronie Elbe II w Hamburgu. |
| U-2506 | Blohm & Voss | 29 maja 1944         | 5 sierpnia 1944      | 31 sierpnia 1944     | Zatopiony 1 stycznia 1946 w Operacji Deadlight |
| U-2507 | Blohm & Voss | 4 czerwca 1944       | 14 sierpnia 1944     | 8 września 1944      | 5 maja 1945 samozatopienie w operacji Regenbogen w pobliżu Gelting |
| U-2508 | Blohm & Voss | 13 czerwca 1944      | 19 sierpnia 1944     | 26 września 1944     | 5 maja 1945 samozatopienie w operacji Regenbogen w pobliżu Gelting |
| U-2509 | Blohm & Voss | 17 czerwca 1944      | 27 sierpnia 1944     | 21 września 1944     | 8 kwietnia 1945 zniszczony podczas nalotu na Blohm & Voss |
| U-2510 | Blohm & Voss | 5 lipca 1944         | 29 sierpnia 1944     | 27 września 1944     | 2 maja 1945 samozatopiony w operacji Regenbogen w pobliżu Travemünde |
| U-2511 | Blohm & Voss | 5 lipca 1944         | 29 sierpnia 1944     | 27 września 1944     | 2 stycznia 1946 zatopiony podczas operacji Deadlight |
| U-2512 | Blohm & Voss | 13 lipca 1944        | 7 września 1944      | 10 października 1944 | 3 maja 1946 samozatopiony w zatoka Eckernförde |
| U-2513 | Blohm & Voss | 19 lipca 1944        | 14 września 1944     | 29 września 1944     | 8 maja 1945 roku poddany w Norwegii, służył w USA dla celów testowych |
| U-2514 | Blohm & Voss | 24 lipca 1944        | 17 września 1944     | 14 października 1944 | 8 kwietnia 1945 zniszczony podczas nalotu na Blohm & Voss |
| U-2515 | Blohm & Voss | 28 lipca 1944        | 22 września 1944     | 19 października 1944 | W grudniu 1944 uszkodzony przez minę na Morzu Bałtyskim, 17 stycznia 1945 roku zniszczony podczas nalotu na Blohm & Voss. |
| U-2516 | Blohm & Voss | 3 sierpnia 1944      | 27 września 1944     | 24 października 1944 | 9 kwietnia 1945 zniszczony w doku podczas nalotu na Blohm & Voss |
| U-2517 | Blohm & Voss | 3 sierpnia 1944      | 27 września 1944     | 24 października 1944 | 5 maja 1945 samozatopienie w operacji Regenbogen w pobliżu Gelting |
| U-2518 | Blohm & Voss | 16 sierpnia 1944     | 4 października 1944  | 4 listopada 1944     | Ww maju 1945 poddany w Horten w Norwegii. Przebazowany do Oslo, następnie do portu Lisahally w Irlandii Północnej. 14 lutego 1946 roku przekazany Francji, wcielony do Marine nationale jako Roland Morillot, później Q426. Wycofany ze służby w październiku 1967 roku, złomowany w 1969. |
| U-2519 | Blohm & Voss | 24 sierpnia 1944     | 13 października 1944 | 15 listopada 1944    | 3 maja 1945 samozatopiony w Kilonii. |
| U-2520 | Blohm & Voss | 24 sierpnia 1944     | 16 października 1944 | 25 grudnia 1944      | 3 maja 1945 samozatopiony w Kilonii |
| U-2521 | Blohm & Voss | 31 sierpnia 1944     | 18 października 1944 | 21 listopada 1944    | 3 maja 1945 zatopiony w zatoce Flensburskiej przez lotniczy atak rakietowy |
| U-2522 | Blohm & Voss | 28 sierpnia 1944     | 22 października 1944 | 22 listopada 1944    | 5 maja 1945 samozatopienie w operacji Regenbogen w pobliżu Gelting |
| U-2523 | Blohm & Voss | 6 września 1944      | 25 października 1944 | 26 grudnia 1944      | 17 stycznia 1945 zniszczony w doku podczas nalotu na Blohm & Voss |
| U-2524 | Blohm & Voss | 6 września 1944      | 30 października 1944 | 16 stycznia 1945     | 3 maja 1945 samozatopiony w pobliżu Fehmarn |
| U-2525 | Blohm & Voss | 13 września 1944     | 30 października 1944 | 12 grudnia 1944      | 5 maja 1945 samozatopienie w operacji Regenbogen w pobliżu Gelting |
| U-2526 | Blohm & Voss | 16 września 1944     | 30 listopada 1944    | 15 grudnia 1944      | 2 maja 1945 samozatopiony w operacji Regenbogen w pobliżu Travemünde |
| U-2527 | Blohm & Voss | 21 września 1944     | 30 listopada 1944    | 23 grudnia 1944      | 2 maja 1945 samozatopiony w operacji Regenbogen w pobliżu Travemünde |
| U-2528 | Blohm & Voss | 25 września 1944     | 18 listopada 1944    | 9 grudnia 1944       | 2 maja 1945 samozatopiony w operacji Regenbogen w pobliżu Travemünde |
| U-2529 | Blohm & Voss | 25 września 1944     | 18 listopada 1944    | 9 grudnia 1944       | poddany w Norwegii, przekazany ZSRR |
| U-2530 | Blohm & Voss | 1 października 1944  | 23 listopada 1944    | 30 grudnia 1944      | 17 stycznia 1945 zniszczony podczas nalotu na Blohm & Voss |
| U-2531 | Blohm & Voss | 3 października 1944  | 5 grudnia 1944       | 10 stycznia 1945     | 2 maja 1945 samozatopiony w operacji Regenbogen w pobliżu Travemünde |
| U-2532 | Blohm & Voss | 11 października 1944 | 7 grudnia 1944       | nie ukończony        | 31 grudnia 1944 zniszczony podczas nalotów na Blohm & Voss |
| U-2533 | Blohm & Voss | 13 października 1944 | 7 grudnia 1944       | 18 stycznia 1945     | 2 maja 1945 samozatopiony w operacji Regenbogen w pobliżu Travemünde |
| U-2534 | Blohm & Voss | 23 października 1944 | 11 grudnia 1944      | 17 stycznia 1945     | 3 maja 1945 samozatopiony |
| U-2535 | Blohm & Voss | 19 października 1944 | 16 grudnia 1944      | 28 stycznia 1945     | 2 maja 1945 samozatopiony w operacji Regenbogen w pobliżu Travemünde |
| U-2536 | Blohm & Voss | 21 października 1944 | 16 grudnia 1944      | 6 stycznia 1945      | 2 maja 1945 samozatopiony w operacji Regenbogen w pobliżu Travemünde |
| U-2537 | Blohm & Voss | 22 października 1944 | 22 grudnia 1944      | nie ukończony        | 31 grudnia 1944 zniszczony w ataku lotniczym na Blohm & Voss |
| U-2538 | Blohm & Voss | 24 października 1944 | 6 stycznia 1945      | 16 lutego 1945       | 8 maja 1945 Samozatopiony przy Arrö |
| U-2539 | Blohm & Voss | 27 października 1944 | 6 stycznia 1945      | 21 lutego 1945       | 3 maja 1945 samozatopiony w Kilonii |
| U-2540 | Blohm & Voss | 28 października 1944 | 13 stycznia 1945     | 24 lutego 1945       | samozatopiony 4 maja 1945 w pobliżu Flensburga (operacja Regenbogen), wydobyty służył jako "Wilhelm Bauer" |
| U-2541 | Blohm & Voss | 31 października 1944 | 13 stycznia 1945     | 1 marca 1945         | 5 maja 1945 samozatopienie w operacji Regenbogen w pobliżu Gelting |
| U-2542 | Blohm & Voss | 13 listopada 1944    | 22 stycznia 1945     | 5 marca 1945         | 3 kwietnia 1945 zatopiony w ataku lotniczym na bazę w Kilonii. |
| U-2543 | Blohm & Voss | 13 listopada 1944    | 9 lutego 1945        | 7 marca 1945         | 3 maja 1945 samozatopiony w Kilonii |
| U-2544 | Blohm & Voss | 15 listopada 1944    | 9 lutego 1945        | 10 marca 1945        | 5 maja 1945 samozatopiony |
| U-2545 | Blohm & Voss | 20 listopada 1944    | 22 lutego 1945       | 8 kwietnia 1945      | 3 maja 1945 samozatopiony w Kilonii |
| U-2546 | Blohm & Voss | 22 listopada 1944    | 19 lutego 1945       | 31 marca 1945        | 3 maja 1945 samozatopiony w Kilonii |
| U-2547 | Blohm & Voss | 27 listopada 1944    | 9 marca 1945         | nie ukończony        | uszkodzony w ataku lotniczym 11 marca 1945, samozatopiony 3 maja 1945 |
| U-2548 | Blohm & Voss | 30 listopada 1944    | 9 marca 1945         | 9 kwietnia 1945      | 3 maja 1945 samozatopiony w Kilonii |
| U-2549 | Blohm & Voss | 3 grudnia 1944       | nie ukończony        | –                    | zbombardowany 11 marca 1945 w trakcie wyposażania |
| U-2550 | Blohm & Voss | 3 grudnia 1944       | nie ukończony        | –                    | zbombardowany 20 marca 1945 |
| U-2551 | Blohm & Voss | 8 grudnia 1944       | 31 marca 1945        | kwiecień 1945        | samozatopiony na płyciźnie 5 maja 1945 roku, 23 lipca 1945 roku wysadzony w powietrze |
| U-2552 | Blohm & Voss | 10 grudnia 1944      | 31 marca 1945        | 20 kwietnia 1945     | 3 maja 1945 samozatopiony w Kilonii |
| U-2553 | Blohm & Voss | 12 grudnia 1944      | nie ukończony        | –                    | złomowany w latach 1946-1947 na pochylni w stoczni Blohm & Voss |
| U-2554 | Blohm & Voss | 14 grudnia 1944      | nie ukończony        | –                    | złomowany w latach 1946-1947 na pochylni w stoczni Blohm & Voss |
| U-2555 | Blohm & Voss | 20 grudnia 1944      | nie ukończony        | –                    | złomowany w latach 1946-1947 na pochylni w stoczni Blohm & Voss |
| U-2556 | Blohm & Voss | 23 grudnia 1944      | nie ukończony        | –                    | złomowany w latach 1946-1947 na pochylni w stoczni Blohm & Voss |
| U-2557 | Blohm & Voss | 30 grudnia 1944      | nie ukończony        | –                    | złomowany w latach 1946-1947 na pochylni w stoczni Blohm & Voss |
| U-2558 | Blohm & Voss | 1 lutego 1945        | nie ukończony        | –                    | złomowany w latach 1946-1947 na pochylni w stoczni Blohm & Voss |
| U-2559 | Blohm & Voss | 4 lutego 1945        | nie ukończony        | –                    | złomowany w latach 1946-1947 na pochylni w stoczni Blohm & Voss |
| U-2560 | Blohm & Voss | 12 lutego 1945       | nie ukończony        | –                    | złomowany w latach 1946-1947 na pochylni w stoczni Blohm & Voss |
| U-2561 | Blohm & Voss | 15 lutego 1945       | nie ukończony        | –                    | złomowany w latach 1946-1947 na pochylni w stoczni Blohm & Voss |
| U-2562 | Blohm & Voss | 24 lutego 1945       | nie ukończony        | –                    | złomowany w latach 1946-1947 na pochylni w stoczni Blohm & Voss |
| U-2563 | Blohm & Voss | 7 marca 1945         | nie ukończony        | –                    | złomowany w latach 1946-1947 na pochylni w stoczni Blohm & Voss |
| U-2564 | Blohm & Voss | 29 marca 1945        | nie ukończony        | –                    | złomowany w latach 1946-1947 na pochylni w stoczni Blohm & Voss |
| U-3001 | AG Weser     | 15 kwietnia 1944     | 30 maja 1944         | 20 lipca 1944        | 5 maja 1945 samozatopiony przy Wesermünde |
| U-3002 | AG Weser     | 23 maja 1944         | 9 lipca 1944         | 6 sierpnia 1944      | 2 maja 1945 samozatopiony w operacji Regenbogen w pobliżu Travemünde |
| U-3003 | AG Weser     | 27 maja 1944         | 18 lipca 1944        | 22 sierpnia 1944     | 4 kwietnia 1945 zniszczony w ataku lotniczym na Howaldtswerke in Kilonii |
| U-3004 | AG Weser     | 4 czerwca 1944       | 26 lipca 1944        | 30 sierpnia 1944     | 3 maja 1945 isamozatopiony w bunkrze Elbe II |
| U-3005 | AG Weser     | 21 czerwca 1944      | 19 sierpnia 1944     | 20 września 1944     | 5 maja 1945 samozatopiony w operacji Regenbogen w pobliżu Wesermünde |
| U-3006 | AG Weser     | 12 czerwca 1944      | 25 sierpnia 1944     | 5 października 1944  | 5 maja 1945 samozatopiony przy Wilhelmshaven |
| U-3007 | AG Weser     | 9 lipca 1944         | 4 września 1944      | 22 października 1944 | 24 lutego 1945 zniszczony w ataku lotniczym na AG Weser w Bremie |
| U-3008 | AG Weser     | 2 lipca 1944         | 14 września 1944     | 19 października 1944 | poddany 21 maja w Kilonii, przekazany marynarce amerykańskiej w której służył jako USS U-3008 |
| U-3009 | AG Weser     | 21 lipca 1944        | 29 września 1944     | 10 listopada 1944    | 5 maja 1945 samozatopiony w operacji Regenbogen w pobliżu Wesermünde |
| U-3010 | AG Weser     | 13 lipca 1944        | 10 października 1944 | 11 listopada 1944    | 2 maja 1945 samozatopiony w operacji Regenbogen w pobliżu Travemünde |
| U-3011 | AG Weser     | 14 sierpnia 1944     | 20 października 1944 | 21 grudnia 1944      | 2 maja 1945 samozatopiony w operacji Regenbogen w pobliżu Travemünde |
| U-3012 | AG Weser     | 26 lipca 1944        | 13 października 1944 | 4 grudnia 1944       | 3 maja 1945 samozatopiony |
| U-3013 | AG Weser     | 18 sierpnia 1944     | 19 października 1944 | 22 listopada 1944    | 2 maja 1945 samozatopiony w operacji Regenbogen w pobliżu Travemünde |
| U-3014 | AG Weser     | 28 sierpnia 1944     | 25 października 1944 | 17 grudnia 1944      | 3 maja 1945 samozatopiony koło Neustadt in Holstein |
| U-3015 | AG Weser     | 25 sierpnia 1944     | 27 października 1944 | 17 grudnia 1944      | 5 maja 1945 samozatopienie w operacji Regenbogen w pobliżu Gelting |
| U-3016 | AG Weser     | 6 września 1944      | 2 listopada 1944     | 5 stycznia 1945      | 2 maja 1945 samozatopiony w operacji Regenbogen w pobliżu Travemünde |
| U-3017 | AG Weser     | 2 września 1944      | 5 listopada 1944     | 5 stycznia 1945      | Poddany w Horten w Norwegii w maju 1945 roku. Włączony do Royal Navy jako N 41 |
| U-3018 | AG Weser     | 18 września 1944     | 9 listopada 1944     | 7 stycznia 1945      | 2 maja 1945 samozatopiony w operacji Regenbogen w pobliżu Travemünde |
| U-3019 | AG Weser     | 10 września 1944     | 15 listopada 1944    | 23 grudnia 1944      | 2 maja 1945 samozatopiony w operacji Regenbogen w pobliżu Travemünde |
| U-3020 | AG Weser     | 1 października 1944  | 16 listopada 1944    | 23 grudnia 1944      | 2 maja 1945 samozatopiony w operacji Regenbogen w pobliżu Travemünde |
| U-3021 | AG Weser     | 26 września 1944     | 27 listopada 1944    | 12 grudnia 1944      | 2 maja 1945 samozatopiony w operacji Regenbogen w pobliżu Travemünde |
| U-3022 | AG Weser     | 6 października 1944  | 30 listopada 1944    | 25 stycznia 1945     | 3 maja 1945 samozatopiony w Kilonii |
| U-3023 | AG Weser     | 3 października 1944  | 2 grudnia 1944       | 22 stycznia 1945     | 2 maja 1945 samozatopiony w operacji Regenbogen w pobliżu Travemünde |
| U-3024 | AG Weser     | 14 października 1944 | 6 grudnia 1944       | 13 stycznia 1945     | 2 maja 1945 samozatopiony koło Neustadt in Holstein |
| U-3025 | AG Weser     | 12 października 1944 | 9 grudnia 1944       | 20 stycznia 1945     | 2 maja 1945 samozatopiony w operacji Regenbogen w pobliżu Travemünde |
| U-3026 | AG Weser     | 19 października 1944 | 14 grudnia 1944      | 22 stycznia 1945     | 2 maja 1945 samozatopiony w operacji Regenbogen w pobliżu Travemünde |
| U-3027 | AG Weser     | 18 października 1944 | 18 grudnia 1944      | 25 stycznia 1945     | 2 maja 1945 samozatopiony w operacji Regenbogen w pobliżu Travemünde |
| U-3028 | AG Weser     | 26 października 1944 | 22 grudnia 1944      | 27 stycznia 1945     | 3 maja 1945 samozatopiony w Kilonii |
| U-3029 | AG Weser     | 24 października 1944 | 28 grudnia 1944      | 5 lutego 1945        | 3 maja 1945 samozatopiony koło Kieler Förde |
| U-3030 | AG Weser     | 2 listopada 1944     | 31 grudnia 1944      | 14 lutego 1945       | 8 maja 1945 samozatopiony w zatoce Eckernförder |
| U-3031 | AG Weser     | 30 października 1944 | 6 stycznia 1945      | 28 lutego 1945       | 3 maja 1945 samozatopiony w Kieler Förde |
| U-3032 | AG Weser     | 9 listopada 1944     | 10 stycznia 1945     | 12 lutego 1945       | 3 maja 1945 samozatopiony |
| U-3033 | AG Weser     | 6 listopada 1944     | 20 stycznia 1945     | 27 lutego 1945       | 5 maja 1945 samozatopiony w zatoce Flensburskiej |
| U-3034 | AG Weser     | 14 listopada 1944    | 21 stycznia 1945     | 31 marca 1945        | 5 maja 1945 samozatopiony w zatoce Flensburskiej |
| U-3035 | AG Weser     | 11 listopada 1944    | 24 stycznia 1945     | 1 marca 1945         | 9 maja 1945 roku poddany w Stavanger w Norwegii. Przekazany ZSRR służył w marynarce radzieckiej jako N 28, później B 28 |
| U-3036 | AG Weser     | 22 listopada 1944    | 27 stycznia 1945     | nie ukończony        | 30 marca 1945 roku zniszczony w ataku lotniczym na AG Weser |
| U-3037 | AG Weser     | 18 listopada 1944    | 31 stycznia 1945     | 3 marca 1945         | 2 maja 1945 samozatopiony w operacji Regenbogen w pobliżu Travemünde |
| U-3038 | AG Weser     | 1 grudnia 1944       | 7 stycznia 1945      | 4 marca 1945         | 3 maja 1945 samozatopiony w Kilonii |
| U-3039 | AG Weser     | 11 listopada 1944    | 14 lutego 1945       | 8 marca 1945         | 3 maja 1945 samozatopiony w Kilonii |
| U-3040 | AG Weser     | 9 grudnia 1944       | 10 lutego 1945       | 8 marca 1945         | 3 maja 1945 samozatopiony w Kilonii |
| U-3041 | AG Weser     | 7 grudnia 1944       | 13 lutego 1945       | 10 marca 1945        | Poddany w Horten (Norwegia) w maju 1945, przebazowany 29 maja 1945 do Loch Ryan (Szkocja). Włączony do floty brytyjskiej jako N 29. W lutym 1946 przekazany ZSRR, służył do grudnia 1955 jako B-30, później PZS-35. Złomowany w 1959 roku.                                                 |
| U-3042 | AG Weser     | 15 grudnia 1944      | nie ukończony        | –                    | 22 lutego 1945 uszkodzony w doku podczas nalotu, nie ukończony |
| U-3043 | AG Weser     | 14 grudnia 1944      | nie ukończony        | –                    | uszkodzony przez sąsiedni U-3042, nie ukończony |
| U-3044 | AG Weser     | 21 grudnia 1944      | 1 marca 1945         | 27 marca 1945        | 5 maja 1945 samozatopienie w operacji Regenbogen w pobliżu Gelting |
| U-3045 | AG Weser     | 20 grudnia 1944      | 6 marca 1945         | nie ukończony        | 30 marca 1945 zatopiony w Bremie podczas nalotu |
| U-3046 | AG Weser     | 29 grudnia 1944      | 10 marca 1945        | nie ukończony        | 30 marca 1945 zatopiony w Bremie podczas nalotu |
| U-3047 | AG Weser     | 1 stycznia 1945      | 11 kwietnia 1945     | nie ukończony        | 5 maja 1945 samozatopiony w operacji Regenbogen w pobliżu Wesermünde |
| U-3048 | AG Weser     | 31 grudnia 1944      | nie ukończony        | –                    | 22 lutego 1945 uszkodzony na pochylni podczas nalotu nie ukończony |
| U-3049 | AG Weser     | 30 grudnia 1944      | nie ukończony        | –                    | nie ukończony |
| U-3050 | AG Weser     | 9 stycznia 1945      | 18 kwietnia 1945     | nie ukończony        | 5 maja 1945 samozatopiony w operacji Regenbogen w pobliżu Wesermünde |
| U-3051 | AG Weser     | 8 stycznia 1945      | 20 kwietnia 1945     | nie ukończony        | 5 maja 1945 samozatopiony w operacji Regenbogen w pobliżu Wesermünde |
| U-3052 | AG Weser     | 22 stycznia 1945     | nie ukończony        | –                    | 22 lutego 1945 uszkodzony podczas nalotu. Nie ukończony |
| U-3053 | AG Weser     | 21 stycznia 1945     | nie ukończony        | –                    | nie ukończony przed zakończeniem wojny |
| U-3054 | AG Weser     | 27 stycznia 1945     | nie ukończony        | –                    | 11 marca 1945 uszkodzony podczas nalotu. Nie ukończony |
| U-3055 | AG Weser     | 25 stycznia 1945     | nie ukończony        | –                    | nie ukończony przed zakończeniem wojny |
| U-3056 | AG Weser     | 07 lutego 1945       | nie ukończony        | –                    | nie ukończony przed zakończeniem wojny |
| U-3057 | AG Weser     | 04 lutego 1945       | nie ukończony        | –                    | nie ukończony przed zakończeniem wojny |
| U-3058 | AG Weser     | 17 lutego 1945       | nie ukończony        | –                    | nie ukończony przed zakończeniem wojny |
| U-3059 | AG Weser     | 17 lutego 1945       | nie ukończony        | –                    | nie ukończony przed zakończeniem wojny |
| U-3060 | AG Weser     | 17 lutego 1945       | nie ukończony        | –                    | nie ukończony przed zakończeniem wojny |
| U-3061 | AG Weser     | 24 lutego 1945       | nie ukończony        | –                    | nie ukończony przed zakończeniem wojny |
| U-3062 | AG Weser     | 09 marca 1945        | nie ukończony        | –                    | nie ukończony przed zakończeniem wojny |
| U-3062 | AG Weser     | 07 marca 1945        | nie ukończony        | –                    | nie ukończony przed zakończeniem wojny |
| U-3501 | F. Schichau  | 21 marca 1944        | 19 kwietnia 1944     | 29 lipca 1944        | 5 maja 1945 samozatopiony w operacji Regenbogen w pobliżu Wesermünde |
| U-3502 | F. Schichau  | 17 kwietnia 1944     | 6 lipca 1944         | 19 sierpnia 1944     | 8 kwietnia 1945 uszkodzony podczas nalotu na Howaldtswerke w Hamburgu, używany jako źródło energii elektrycznej. Zatopiony 3 maja 1945 |
| U-3503 | F. Schichau  | 17 czerwca 1944      | 27 lipca 1944        | 9 września 1944      | 8 maja 1945 zatopiony na zachód od Göteborga |
| U-3504 | F. Schichau  | 30 czerwca 1944      | 15 sierpnia 1944     | 23 września 1944     | 5 maja 1945 zatopiony w Wilhelmshaven |
| U-3505 | F. Schichau  | 9 lipca 1944         | 28 sierpnia 1944     | 7 października 1944  | 3 kwietnia 1945 zatopiony podczas nalotu na bazę morską Kilonii |
| U-3506 | F. Schichau  | 14 lipca 1944        | 9 września 1944      | 16 października 1944 | 3 maja 1945 samozatopiony w bunkrze Elbe II w Hamburgu |
| U-3507 | F. Schichau  | 19 lipca 1944        | 16 września 1944     | 19 października 1944 | 2 maja 1945 samozatopiony w operacji Regenbogen w pobliżu Travemünde |
| U-3508 | F. Schichau  | 25 lipca 1944        | 22 września 1944     | 2 listopada 1944     | 30 marca 1945 zniszczony podczas nalotu na Wilhelmshaven |
| U-3509 | F. Schichau  | 29 lipca 1944        | 27 września 1944     | 29 stycznia 1945     | 5 maja 1945 samozatopiony w operacji Regenbogen w pobliżu Wesermünde |
| U-3510 | F. Schichau  | 6 sierpnia 1944      | 4 października 1944  | 11 listopada 1944    | 5 maja 1945 samozatopienie w operacji Regenbogen w pobliżu Gelting |
| U-3511 | F. Schichau  | 14 sierpnia 1944     | 11 października 1944 | 18 listopada 1944    | 2 maja 1945 samozatopiony w operacji Regenbogen w pobliżu Travemünde |
| U-3512 | F. Schichau  | 15 sierpnia 1944     | 11 października 1944 | 27 listopada 1944    | 8 kwietnia 1945 zaniszczopny w doku nalocie na Howaldtswerke w Hamburgu |
| U-3513 | F. Schichau  | 20 sierpnia 1944     | 21 października 1944 | 2 grudnia 1944       | 2 maja 1945 samozatopiony w operacji Regenbogen w pobliżu Travemünde |
| U-3514 | F. Schichau  | 21 sierpnia 1944     | 21 października 1944 | 9 grudnia 1944       | 3 stycznia 1946 zatopiony w operacji Deadlight |
| U-3515 | F. Schichau  | 27 sierpnia 1944     | 4 listopada 1944     | 14 grudnia 1944      | 3 czerwca 1945 poddany w Oslo, służył w Royal Navy jako N 27 |
| U-3516 | F. Schichau  | 28 sierpnia 1944     | 4 listopada 1944     | 18 grudnia 1944      | 2 maja 1945 samozatopiony w operacji Regenbogen w pobliżu Travemünde |
| U-3517 | F. Schichau  | 12 września 1944     | 11 listopada 1944    | 22 grudnia 1944      | 2 maja 1945 samozatopiony w operacji Regenbogen w pobliżu Travemünde |
| U-3518 | F. Schichau  | 12 września 1944     | 11 listopada 1944    | 29 grudnia 1944      | 3 maja 1945 samozatopiony w Kilonii |
| U-3519 | F. Schichau  | 19 września 1944     | 23 listopada 1944    | 6 stycznia 1945      | 2 marca 1945 podczas rejsu szkoleniowego wszedł na brytyjską minę i zatonął na północ od Warnemünde |
| U-3520 | F. Schichau  | 20 września 1944     | 23 listopada 1944    | 12 stycznia 1945     | 31 stycznia 1945 zatopiony na minie na północ od Leuchtturm Bülk |
| U-3521 | F. Schichau  | 24 września 1944     | 3 grudnia 1944       | 14 stycznia 1945     | 2 maja 1945 samozatopiony w operacji Regenbogen w pobliżu Travemünde |
| U-3522 | F. Schichau  | 25 września 1944     | 3 grudnia 1944       | 21 stycznia 1945     | 2 maja 1945 samozatopiony w operacji Regenbogen w pobliżu Travemünde |
| U-3523 | F. Schichau  | 7 października 1944  | 14 grudnia 1944      | 29 stycznia 1945     | 6 maja 1945 im Skagerrak durch Flugzeuge versenkt |
| U-3524 | F. Schichau  | 8 października 1944  | 14 grudnia 1944      | 26 stycznia 1945     | 5 maja 1945 samozatopienie w operacji Regenbogen w pobliżu Gelting |
| U-3525 | F. Schichau  | 17 października 1944 | 23 grudnia 1944      | 31 stycznia 1945     | 3 maja 1945 samozatopiony w Kilonii |
| U-3526 | F. Schichau  | 18 października 1944 | 23 grudnia 1944      | 22 marca 1945        | 5 maja 1945 samozatopienie w operacji Regenbogen w pobliżu Gelting |
| U-3527 | F. Schichau  | 25 października 1944 | 10 stycznia 1945     | 10 marca 1945        | 5 maja 1945 samozatopiony w operacji Regenbogen w pobliżu Wesermünde |
| U-3528 | F. Schichau  | 26 października 1944 | 10 stycznia 1945     | 18 marca 1945        | 5 maja 1945 samozatopiony w operacji Regenbogen w pobliżu Wesermünde |
| U-3529 | F. Schichau  | 2 listopada 1944     | 27 stycznia 1945     | 22 marca 1945        | 5 maja 1945 samozatopienie w operacji Regenbogen w pobliżu Gelting |
| U-3530 | F. Schichau  | 3 listopada 1944     | 27 stycznia 1945     | 22 marca 1945        | 3 maja 1945 samozatopiony w pobliżu Wik |
| U-3531 | F. Schichau  | 9 listopada 1944     | 10 lutego 1945       |                      | niewykończona jednostka w marcu 1945 roku została przetransferowana do Kilonii, 3 maja 1945 samozatopiona w Wik |
| U-3532 | F. Schichau  | 9 listopada 1944     | 10 lutego 1945       | nie ukończony        | 5 maja 1945 samozatopiony koło Brunsbüttelkoog |
| U-3533 | F. Schichau  | 16 listopada 1944    | 14 lutego 1945       | nie ukończony        | niewykończona jednostka w marcu 1945 roku została przetransferowana do Kilonii, 3 maja 1945 samozatopiona w Wik |
| U-3534 | F. Schichau  | 17 listopada 1944    | 14 lutego 1945       | nie ukończony        | niewykończona jednostka w marcu 1945 roku została przetransferowana do Kilonii, 3 maja 1945 samozatopiona w Wik |
| U-3535 | F. Schichau  | 26 listopada 1944    | 15 lipca 1945        | b/d                  | przejęty na pochylni, wodowany i wykorzystany przez ZSRR |
| U-3536 | F. Schichau  | 27 listopada 1944    | 15 lipca 1945        | b/d                  | przejęty na pochylni, wodowany i wykorzystany przez ZSRR |
| U-3537 | F. Schichau  | 20 grudnia 1944      | 15 lipca 1945        | b/d                  | przejęty na pochylni, wodowany i wykorzystany przez ZSRR |
| U-3538 | F. Schichau  | 21 grudnia 1944      | 15 lipca 1945        | b/d                  | przejęty na pochylni, wodowany i wykorzystany przez ZSRR |
| U-3539 | F. Schichau  | 27 grudnia 1944      | 15 lipca 1945        | b/d                  | przejęty na pochylni, wodowany i wykorzystany przez ZSRR |
| U-3540 | F. Schichau  | 29 grudnia 1944      | b/d                  | b/d                  | przejęty na pochylni, wodowany i wykorzystany przez ZSRR |
| U-3541 | F. Schichau  | 1 stycznia 1945      | b/d                  | b/d                  | przejęty na pochylni i wykorzystany przez ZSRR |
| U-3542 | F. Schichau  | 2 stycznia 1945      | b/d                  | b/d                  | przejęty na pochylni i wykorzystany przez ZSRR |
| U-3543 | F. Schichau  | nie ukończony        | b/d                  | b/d                  | przejęty na pochylni i wykorzystany przez ZSRR |
| U-3544 | F. Schichau  | nie ukończony        | b/d                  | b/d                  | przejęty na pochylni i wykorzystany przez ZSRR |
| U-3545 | F. Schichau  | nie ukończony        | b/d                  | b/d                  | przejęty na pochylni i wykorzystany przez ZSRR |
| U-3546 | F. Schichau  | nie ukończony        | b/d                  | b/d                  | przejęty na pochylni i wykorzystany przez ZSRR |
| U-3547 | F. Schichau  | nie ukończony        | b/d                  | b/d                  | przejęty na pochylni i wykorzystany przez ZSRR |
| U-3548 | F. Schichau  | nie ukończony        | b/d                  | b/d                  | przejęty na pochylni i wykorzystany przez ZSRR |
| U-3549 | F. Schichau  | nie ukończony        | b/d                  | b/d                  | przejęty na pochylni i wykorzystany przez ZSRR |
| U-3550 | F. Schichau  | nie ukończony        | b/d                  | b/d                  | przejęty na pochylni i wykorzystany przez ZSRR |
| U-3551 | F. Schichau  | nie ukończony        | b/d                  | b/d                  | przejęty na pochylni i wykorzystany przez ZSRR |
| U-3552 | F. Schichau  | nie ukończony        | b/d                  | b/d                  | przejęty na pochylni i wykorzystany przez ZSRR TS 36 |
| U-3553 | F. Schichau  | nie ukończony        | b/d                  | b/d                  | przejęty na pochylni i wykorzystany przez ZSRR TS 37 |
| U-3554 | F. Schichau  | nie ukończony        | b/d                  | b/d                  | przejęty na pochylni i wykorzystany przez ZSRR TS 38 |